# Bacteriemie
Bacteriemia este o condiție medicală caracterizată prin prezența bacteriilor în sânge (în mod fiziologic, acesta ar trebui să fie aseptic). Diagnosticul se pune în urma detectării bacteriilor, de obicei prin cultivarea unei probe de sânge. Bacteriemia este diferită de septicemie, care este o manifestare mai severă.